# Taxifunk
Als Taxifunk wird eine Funkanwendung des Mobilfunkdienstes oder des mobilen Landfunkdienstes bezeichnet. Er dient im Allgemeinen zur Kommunikation von Taxizentralen mit Taxis und zur Kommunikation von Taxis untereinander.
Dies erfolgt entweder per Sprachfunk, Datenfunk mit selbst betriebenem Netz oder Datenfunk per Mobilfunknetz. Vielerorts hat sich der kostengünstige Datenfunk über das Mobilfunknetz durchgesetzt, oft ergänzt durch herkömmlichen Sprachfunk.

## Funktion
Ziel ist es, dem Fahrgast schnellstmöglich ein Taxi bereitzustellen. Der Taxikunde ruft bei einer Funkzentrale an und bestellt ein Taxi zu einer gewünschten Adresse. Über einen Computer wird das der Kundenadresse nächststehende Taxi ausgewählt. Der Taxifahrer bekommt diesen Auftrag per Daten- oder Sprechfunk und kann ihn annehmen oder ablehnen.
Das entsprechende Endgerät des Taxifahrers ist ein herkömmlicher PDA oder ein Smartphone mit einem entsprechenden Vermittlungsprogramm oder eine Sprechfunkanlage.

## Entwicklung
Im Gegensatz zur früher verbreiteten Sprachvermittlung ist heute in Europa die Vermittlung eines Auftrages zwischen Funkzentrale und Fahrzeug weitgehend automatisiert. Dafür brauchen die Taxis ein GPS-gestütztes Vermittlungsgerät mit einer Datenverbindung zum Vermittlungs-Server, meist über das Mobilfunknetz, seltener per Betriebsfunk.
Wird ein Auftrag von einem Callcenter-Agenten aufgenommen und in das System eingegeben, berechnet das System aus der aktuellen Umlaufzeit eine ungefähre Ankunftszeit des nächstliegenden Taxis und teilt diese dem Anrufer per SMS mit. Zeitgleich bekommt der Fahrer des nächstgelegenen freien Taxis eine Nachricht mit der Zieladresse, die der Anrufer dem Callcenter-Agenten mitgeteilt hat.
Der Vorteil dieser Innovation ist eine meist schnellere Vermittlung, da das nach einem festgelegten Protokoll ablaufende Vermittlungsgespräch zwischen Zentrale und Fahrern entfällt. Außerdem wird weniger qualifiziertes Personal für die Auftragsvermittlung benötigt.
Bereits vor Einführung des Datenfunks gab es vollautomatische Vermittlungstechnik wie das sogenannte Telebooking-Verfahren, bei dem die Adresse des Anrufers im System der Taxizentrale hinterlegt ist und dieser per Tastendruck das Taxi zu dieser hinterlegten Adresse mit den jeweiligen hinterlegten Merkmalen wie beispielsweise „Taxi mit Kreditkarte“ bestellen kann. Zeitgleich mit Einführungs des Datenfunk verbreitete sich die Bestellung per Internetbestellmaske und später per Smartphone.

### Taxi-Apps
Im Zuge der zunehmenden Zahl von Smartphones gibt es mittlerweile Taxi-Apps, die eine automatische Taxi-Bestellung ohne einen Anruf erlauben.
Darunter befinden sich reine App-Anbieter, die keine andere Bestellmöglichkeit – beispielsweise per Callcenter – mehr anbieten und in Konkurrenz zu den Funkzentralen mit dem herkömmlichen Taxifunk stehen.
Verbreitete europaweite Anbieter sind „taxi.eu“ (40.000 Fahrzeuge) und „myTaxi“ (7.000 Fahrzeuge).

## Situation in Deutschland
Taxifunknetze werden in Deutschland von den meist genossenschaftlich organisierten regionalen Taxizentralen betrieben, und von den Taxifahrern entweder über Genossenschaftsbeiträge oder Gebühren finanziert.

### Frequenzzuteilung
Die Zuteilung der Frequenzen erfolgt in Deutschland entsprechend der Verwaltungsvorschrift für nicht-öffentlichen mobilen Landfunkdienstes (VVnömL) auf Antrag des Betreibers durch die Bundesnetzagentur. Die Zuteilungen werden auf 10 Jahre befristet erteilt und sind gebührenpflichtig.

#### Zuteilungsbedingungen
Der Betreiber muss dazu einer bestimmten Gruppe von Bedarfsträgern angehören, diese sind für den Taxifunk:
- Inhaber einer Genehmigung zur Personenbeförderung für Taxis oder Mietwagen
- Vereinigungen von Personen, wenn mindestens ein Mitglied Inhaber einer Genehmigung zur Personenbeförderung ist
- Betreiber von PKW zur Personenbeförderung im Auftrag eines Schulträgers oder für behinderte Menschen von und zu Betreuungseinrichtungen

In den ersten beiden Fällen muss als zusätzliche Bedingung außerdem die Benutzung des Fahrzeuges zum gewerblichen Personentransport im Fahrzeugschein aller verwendeten Fahrzeuge eingetragen sein.

#### Frequenzbereiche
Für den Taxifunk stehen in Deutschland folgende Frequenzbereiche zur Zuteilung zur Verfügung:
- Frequenzband 146–174 MHz: 9 Frequenzzuteilungsgebiete zu je 9 Frequenzen = 81 Kanäle
- Frequenzband 440–470 MHz: 9 Frequenzzuteilungsgebiete zu je 3 Frequenzen = 15 Kanäle

Zusätzlich steht im Frequenzbereich von 146 bis 174 MHz eine bundesweite Notruffrequenz zur Verfügung, die nicht für normale betriebliche Kommunikation genutzt werden darf.